# Actias groenendaeli
Actias groenendaeli is een vlinder uit de onderfamilie Saturniinae van de familie nachtpauwogen (Saturniidae).
De wetenschappelijke naam van de soort is, als Actias maenas groenendaeli, voor het eerst geldig gepubliceerd door Walter Karl Johann Roepke in 1954.
De soort is vernoemd naar het echtpaar Jan van Groenendael en Adri van Groenendael-Krijger.

## Type
- holotype: "female"
- instituut: NNML, Leiden. Nederland
- typelocatie: "Indonesia"

## Ondersoorten
- Actias groenendaeli groenendaeli
- Actias groenendaeli acutapex Kishida, 2000[2]
  - holotype: "male"
  - instituut: NSMT, Tokio, Japan.
  - typelocatie: "Indonesia, Sumba Island"
- Actias groenendaeli sumbawaensis Paukstadt, Paukstadt & Rougerie, 2010[3]
- Actias groenendaeli timorensis Paukstadt, Paukstadt & Rougerie, 2010[3]